# Filé Oscar
Filé Oscar är skivad kalvfilé som serveras med hummerkött, vit sparris, choronsås och tryffelskivor.
Anrättningen serverades första gången den 18 september 1897 på Grand Hotel i Stockholm i samband med Oscar II:s 25-årsjubileum som regent. Kreatören bakom rätten var fransmannen Paul Edmond Malaise. Hans mästerverk bestod av kalvfilé på en spegel av choronsås formande ett O. En tryffelerad hummerstjärt blev kronan på verket och ett par vita sparrisstänger över alltsammans symboliserade den romerska siffran två (II). Detta ihop bildade kungens krönta monogram.

Konugens monogram.

Äldsta nu (2024) kända verifierade källa som styrker maträttens existens är Iduns kokbok (1911) som har ett recept på "filé á la Oscar" (recept 93, sidorna 59-60). Rätten görs av stekt kalvfilé och serveras med en hummer- och sparrisgräddsås. Garneras vid servering med de finaste bitarna av hummern och sparris utan angivande om det ska ske i form av Oscar II:s monogram eller på något annat sätt.